# Sergei Bulygin
Pour les articles homonymes, voir Boulyguine.
Sergei Bulygin ou Sergueï Boulyguine (en russe : Сергей Иванович Булыгин, Sergueï Ivanovitch Boulyguine), né le 1er juillet 1963, est un biathlète soviétique. 

## Biographie
Il gagne ses premières médailles internationales aux Championnats du monde junior, en 1981, où il est médaillé de bronze du relais et en 1982 où il est en argent au relais et en bronze à l'individuel. Directement après, il monte sur son premier podium en Coupe du monde à l'individuel de Ruhpolding.
Il devient champion olympique du relais 4×7,5 km lors des Jeux olympiques d'hiver de 1984 à Sarajevo en Yougoslavie. Il remporte aussi quatre titres de champion du monde en relais 4 × 7,5 kilomètres (1983, 1985 et 1986) et par équipes (1989). Dans la Coupe du monde, il gagne une épreuve en 1989 sur l'individuel de Ruhpolding. Lors de la saison 1989-1990, il monte sur un dernier podium individuel en Coupe du monde à Obertauern avant de prendre sa retraite sportive.
Il devient entraîneur après sa carrière sportive.

## Palmarès

### Jeux olympiques d'hiver
| Épreuve / Édition | Individuel | Sprint | Relais                         |
| ----------------- | ---------- | ------ | ------------------------------ |
| JO 1984 Sarajevo  | 17e        | 11e    | Médaille d'or, Jeux olympiques |

### Championnats du monde
| Épreuve     | 1983 à Antholz                   | 1985 à Ruhpolding                | 1986 à Oslo                      | 1989 à Feistritz                  |
| ----------- | -------------------------------- | -------------------------------- | -------------------------------- | --------------------------------- |
| Individuel  | 6e                               | 12e                              | –                                | 24e                               |
| Sprint      | 9e                               | 16e                              | 54e                              | -                                 |
| Relais      | Médaille d'or, Coupe du Monde    | Médaille d'or, Coupe du Monde    | Médaille d'or, Coupe du Monde    | Médaille d'argent, Coupe du Monde |
| Par équipes | Épreuve inexistante à cette date | Épreuve inexistante à cette date | Épreuve inexistante à cette date | Médaille d'or, Coupe du Monde     |

### Coupe du monde
- 4 podiums individuels : 1 victoire et 3 troisièmes places.